# Мюнстераппель
Мюнстераппель (нім. Münsterappel) — громада в Німеччині, розташована в землі Рейнланд-Пфальц. Входить до складу району Доннерсберг. Складова частина об'єднання громад Альзенц-Обермошель.
Площа — 6,33 км2. Населення становить 484 ос. (станом на 31 грудня 2020).

## Галерея

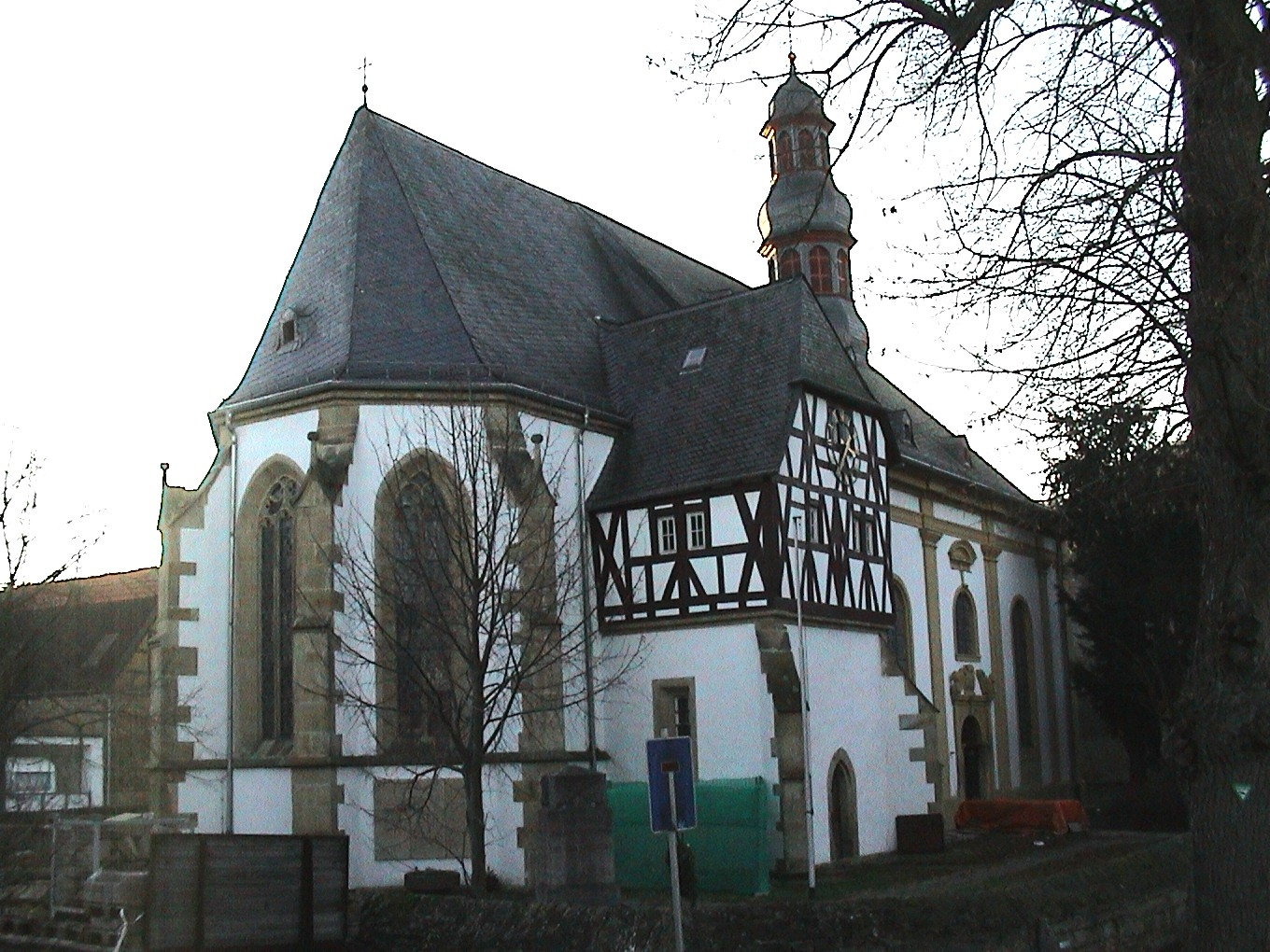